# 정두수
정두수(1937년 4월 18일 ~ 2016년 8월 13일)는 대한민국의 작사가다. 본명은 정두채. 호는 삼포(三抱).

## 생애
정두수는 1937년 4월 18일에 경상남도 하동군 고전면 성평리에서 태어나 부산 동래고등학교와 서라벌예대 문예창작과를 졸업했다. 1961년 국민재건운동본부가 주최한 시 현상 공모에서 '공장'이라는 제목으로 당선했다. 1963년 가요 '덕수궁 돌담길'로 대중가요 작사가로 데뷔했다. 이후 이미자의 '흑산도 아가씨', 남진의 '가슴 아프게', 나훈아의 '물레방아 도는데', 문주란의 '공항의 이별', 정훈희의 '그 사람 바보야', 은방울 자매의 '마포종점' 등 3,500곡을 작사했다. 세상을 떠나기 전까지 창작에 대한 열의를 놓지 않았으며, 유작으로 '작심삼일'과 '자존심' '장터국밥'을 남겼다. 작곡가겸 가수 '정음'의 정두수 헌정곡인 '섬진강19번도로'라는 노랫말에 정두수 선생께서 등장하고 있으며, 현재  전국 13곳에 정두수선생의 노래비가 세워져 있다. 2015년 8월 14일에 갑작스럽게 쓰러진 그는 뇌경색판정을 받고 건강을 회복하는듯 하였으나 폐렴등의 합병증으로 1년간 투병하다 2016년 8월 13일 향년 80세로 세상을 떠났다. 고인의 유해는 경남 하동군 금오영당에 안장되었다.

## 저서
- 알기 쉬운 작사법
- 한국가요 걸작선집 해설
- 노래 따라 삼천리
- 시로 쓴 사랑의 노래

## 가족
- 형 정공채
- 부인 이영화
- 장녀 다혜, 큰사위 이한욱
- 차녀 지혜
- 삼녀 선혜 막내사위 김대성